# Lebbek
Lebbek is een bestuurslaag in het regentschap Pamekasan van de provincie Oost-Java, Indonesië. Lebbek telt 3541 inwoners (volkstelling 2010).